# Charles Pierre Claret de Fleurieu
Charles Pierre Claret de Fleurieu (Lyon, 2 de julho de 1738 — Paris, 18 de agosto de 1810), quando jovem usou o apelido de Eveux de Fleurieu, depois conde de Fleurieu, foi um oficial da Marinha de Guerra francesa que se distinguiu como explorador, hidrógrafo e político. Serviu como Ministro da Marinha e Colónias sob Luís XVI e foi membro do Instituto de França. Foi irmão do botânico Marc Claret de La Tourrette.

## Biografia
Fleurieu nasceu em Lyon, filho de Jacques Annibal Claret de La Tourrette e de sua esposa Agathe Gauthier de Dortans de Pusignan. Era o rapaz mais novo dos nove filhos do casal, pois os seus pais teriam cinco filhas e quatro filhos: Marie-Louise, Bonne Pierrette, Camille Jacques Annibal Gaspard, Marc Antoine (que viria a ser um reputado botânico), Gaspard Claude, Jeanne Agathe, Bonne Marguerite Olympe, Charles Pierre e Françoise. A família Claret de Fleurieu tinha sido elevada à nobreza, por função em Lyon, por carta patente de 1689. Como era uso ao tempo, estava destinado ao estado eclesiástico, mas demonstrando desde cedo grande inclinação para o estudo da matemática, os seus professores conseguiram convencer a família a permitir que o jovem tomasse uma direção que evidentemente resultava de uma vocação muito especial.
Ingressou na Marinha em 31 de outubro de 1755 em Toulon como garde-marine, com apenas 13 anos e meio de idade. Posteriormente, participou das campanhas da Guerra dos Sete Anos, que terminou em 1763, estando presente nas batalhas de Mahón, Lagos e Les Sablettes e sendo em 1762 promovido a enseigne de vaisseau.
A 1 de julho de 1765 foi promovido a enseigne de port e a 27 julho desse ano foi enviado para Paris para estudar horologia com o relojoeiro e inventor Ferdinand Berthoud, construtor de cronómetros náuticos. Referindo-se ao jovem oficial, Antoine de Sartine declarou que «Il a l'intelligence la plus vaste et la plus élevée que j'aie pu découvrir parmi les marins de l'époque» («Ele tem a maior e mais ampla inteligência que eu pude descobrir entre os marinheiros da época»).
Participou numa campanha marítima com a duração de um ano destinada a testar os cronómetros marítimos de Ferdinand Berthoud, operação integrada numa tentativa de vencer a Grã-Bretanha na corrida para encontrar uma maneira confiável de calcular a longitude no alto mar. Os cronómetros que refinou com Ferdinand Berthoud para experiências posteriores foram objeto de grandes controvérsias com o relojoeiro do rei, Pierre Le Roy. Finalmente, Claret de Fleurieu e Berthoud foram encarregados da tarefa, partindo a expedição de teste no outono de 1768, com regresso a 11 de outubro de 1769, a bordo da corveta Ísis (construída em 1763) sob o comando de Fleurieu. Os cronómetros quase invariavelmente indicavam a hora com a mesma precisão após o navio ter deixado o porto, como se eles ainda estivessem em terra. Sabendo a hora local real em cada localização, determinada por observação astronómica, conseguiam facilmente determinar a posição exata do navio. Os resultados das suas observações foram publicados em 1773 sob o título Voyage fait par ordre du roi, pour éprouver les horloges marines («Viagem feita por ordem do rei, para testar cronómetros marítimos»). A viagem também tinha como objectivo confirmar as posições geográficas das costas da América do Norte que haviam sido determinadas em 1751 por Joseph-Bernard de Chabert.
Entre suas principais obras contam-se os roteiros designados por Le Neptune du Nord ou L'Atlas du Cattegat et de la Baltique, um atlas do Kattegat e do Mar Báltico  que levou 25 anos a preparar.
Feito lieutenant de vaisseau em 1 de outubro de 1773, foi pouco depois nomeado vice-inspetor das cartas e planos navais da Marinha. A 15 de maio de 1776 também foi nomeado vice-inspetor da Academia Naval (a Académie de marine). Apresentado ao rei, foi promovido a capitaine de vaisseau em 5 de dezembro de 1776 e pouco depois, em janeiro de 1777, foi nomeado diretor dos portos e arsenais, um posto que correspondia à direção da estrutura logística da Marinha, cabendo-lhe a supervisão doso fornecimentos de materiais, obras e movimentos, cargo que foi criado especialmente para ele pelo reu Luís XVI e um que ocuparia durante os 15 anos seguintes. Nessas funções dirigiu quase todo o planeamento das operações navais na guerra de 1778-1783 contra a Inglaterra como parte do envolvimento da França na Guerra da Independência Americana, bem como todas as viagens francesas de exploração daquela época, entre as quais a de Jean François de Galaup, conde de La Pérouse.
O rei escolheu-o para o cargo de Ministro da Marinha e Colónias (Ministre de la Marine et des Colonies) em 26 de outubro de 1790. Era intenção real separar os ministérios naval e colonial, mas a Assemblée Nationale deliberou o contrário, o que levou a que renunciasse ao cargo a 15 de abril de 1791. Mais tarde naquele ano, foi nomeado tutor do Delfim, mais tarde Luís XVII.
Permaneceu nas Tuileries durante os eventos revolucionários de 10 de agosto de 1792, apoiando Luís XVI até à capitulação, mas felizmente para ele os revolucionários não descobriram essa sua atitude. No meio do Reinado do Terror, em setembro de 1793, Fleurieu foi preso devido a uma carta de recomendação que Luís XVI enviou à Assemblée Nationale, publicada no Le Moniteur Universel em 17 de abril de 1791, no qual determinava a nomeação de Fleurieu como tutor do Delfim. Permaneceu preso com sua esposa nas Madelonnettes durantw 14 meses, sendo finalmente libertados para encontrar as suas casas, móveis, terras e recursos dispersos e destruídos. Uma carta para a section des piques na prisão, descoberto na casa de Robespierre, fala de uma primeira prisão, o que pode sugerir que Fleurieu foi preso várias vezes e transferido de prisão em prisão.
Após a queda de Robespierre, foi nomeado membro do Bureau des longitudes e depois do Institut de France na sequência da renúncia de Louis Antoine de Bougainville em 1795. Em 1797 (ano V) foi eleito deputado pelo Sena no Conselho dos Anciões (Conseil des Anciens) sob o nome de Claret-Fleurieu. Permaneceu nessas funções até ao golpe de Estado de 18 Frutidor, quando foi excluído do Conselho.Foi eleito membro do Conseil d'État em 24 de dezembro de 1799.
Em 30 de setembro de 1800, como Ministro Plenipotenciário, assinou um tratado de amizade e comércio entre a França e os Estados Unidos em Morfontaine, ao lado de Joseph Bonaparte. Membro do Conselho de Estado em 1800, onde presidiu à seção naval e foi ministro interino da Marinha várias vezes durante os anos de 1803 e 1804. Foi nomeado Intendente Geral da casa do imperador Napoleão e integrou a lista civil imperial desde 10 de julho de 1804.
Em 24 de julho de 1805 foi eleito membro do Senado Conservador (Sénat conservateur) e feito grande-oficial da Legião de Honra. Em 1 de agosto de 1805, foi nomeado governador das Tulherias e do Louvre, prestando juramento perante o imperador em 8 de setembro daquele ano. Em 2 de fevereiro de 1806 foi eleito um dos sete senadores que compunham o Conselho de Administração do Senado naquele ano. Em 1808 foi nomeado Conselheiro de Estado vitalício e feito conde imperial. Em 7 de setembro do mesmo ano, foi encarregue por Napoleão da investigação da derrota francesa na Batalha de Trafalgar.
Aos 54 anos de idade casou com Aglaé-Françoise Deslacs d'Arcambal, com quem teve um filho que morreu jovem, e duas filhas: Caroline (Madame de Saint-Ouen), de quem os seus descendentes traçam a sua linha e uma segunda filha. Morreu em Paris de uma devastadora hemorragia cerebral, poucos segundos depois de abraçar as suas duas filhas. Napoleão recompensou seus serviços dando-lhe um funeral de Estado e transferindo seus restos mortais para o Panthéon.
Em sua homenagem foram criados os seguintes topónimos:
- a Península Fleurieu, ao sul de Adelaide na Austrália, assim denominada em sua homenagem pelo explorador francês Nicolas Baudin ao mapear a costa sul da Austrália em 1802;
- a ilha Fleurieu, descoberta em 1798 por Matthew Flinders e explorada por Louis Claude de Saulces de Freycinet, situada na extremidade noroeste da Tasmânia.

## Obras

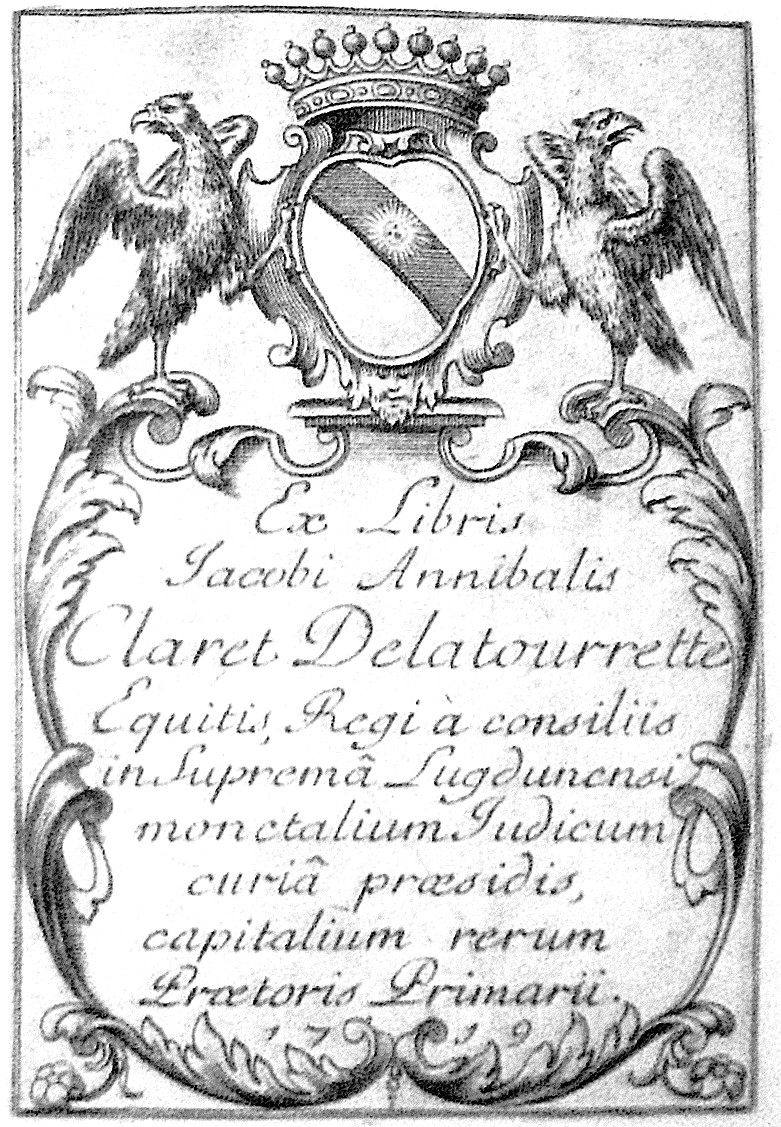
Armas da família Fleurieu family em ex-libris.

Entre outras, é autor das seguintes obras:
- Mémoires sur la construction des navires, 1763 ;
- Histoire générale des navigations de tous les peuples ;
- Examen critique d'un mémoire publié par Mr Leroy, horloger du roi, sur l'épreuve des horloges propres à déterminer les longitudes en mer, et sur les principes de leur construction, London and Paris.
- Voyage fait par ordre du Roi en 1768 et 1769, à différentes parties du monde, pour éprouver en mer les horloges marines inventées par M. Ferdinand Berthoud]. Publié... par M. d'Éveux de Fleurieu, 1773:
  - 1.º volume, Paris, 1773;
  - 2.º volume, Paris, 1773;
- Carte réduite des îles Canaries, Madere et Porto-Santo / D'Eveux de Fleurieu, 1772;
- Carte réduite des Iles Açores / D'Eveux de Fleurieu, 1772;
- Carte des îles du cap Verd / D'Eveux de Fleurieu, 1772;
- Nouvelle carte réduite de l'Océan Atlantique ou occidental, comprenant les isles Açores, Madère, Canaries, du Cap-Verd, les Antilles et le Grand Banc de Terre-Neuve... / publiée... par Mr d'Evreux de Fleurieu ; Dessiné... par M. de Fl. ; Gravé... par Petit, 1772;
- Observations sur la division hydrographique du globe et changements proposés dans la nomenclature générale et particulière de l'hydrographie... Application du système métrique décimal à l'hydrographie et aux calculs de la navigation par C.-P. Claret Fleurieu, Paris, 1798 (2e édition, 1800);
- Découvertes des Français en 1768 et 1769 dans le sud-est de la Nouvelle-Guinée, et reconnaissance postérieure des mêmes terres par des navigateurs anglais qui leur ont imposé de nouveaux noms ; précédées de l'abrégé historique des navigations et des découvertes des Espagnols dans les mêmes parages, Paris, 1790, with 12 maps
- Longitude exacte des divers points des Antilles, et de l'Amérique du Nord (1773);
- Les Antilles, leur flore et faune (1774);
- Le Neptune Américo-septentrional, 1780 ;
- Découvertes des Français dans le Sud Est de la Nouvelle-Guinée en 1768 et 1769, Paris, 1790 ;
- Précis de l'affaire relative à la dénonciation de Fleurieu, ministre de la marine, par un commis de la marine, Paris, 1791.
- Voyage autour du monde par Étienne Marchand, précédé d'une introduction historique ; auquel on a joint des recherches sur les terres australes de Drake, et un examen critique de voyage de Roggeween, avec cartes et figures, Paris, years VI-VIII, 4 vol.
  - Vol I (Archive.org)
  - Vol II (Archive.org)
  - Vol III (Archive.org)
  - Vol IV (Archive.org)
- Le Neptune des mers du Nord, 1794.
- Histoire des aventuriers espagnols, qui conquérirent l'Amérique (1800).
- Neptune du Cattégat et de la mer Baltique. Recueil. Par le Comte Claret de Fleurieu, Paris, 1809.

Dirigiu a redação por Rigobert Bonne do Neptune américo-septentrional (1778-1780) e a preparação por Philippe Buache do Neptune du Cattégat et de la Baltique (65 f., 1809). Também reviu a tradução publicada em 1775 por Jean-Nicolas Démeunier da obra Voyage de Phipps au pôle boréal e redigiu as «Notes géographiques et historiques» impressas na parte preambular do relato da viagem de La Pérouse. Editou em 1798 a obra Voyage autour du monde, escrita em 1790 e 1792 por Étienne Marchand. Faleceu antes de concluir a sua Histoire générale des navigations.

## Links
- Charles Pierre Claret de Fleurieu (em inglês) no Find a Grave [fonte confiável?]
- (em francês) Family site
- Les Claret de Fleurieu
- BnF: Charles-Pierre Claret de Fleurieu (1738-1810)

| Cargos militares                               | Cargos militares                                                          | Cargos militares                          |
| ---------------------------------------------- | ------------------------------------------------------------------------- | ----------------------------------------- |
| Precedido por César Henri, conde de La Luzerne | Ministro da Marinha e Colónias 26 de outubro de 1790 — 17 de maio de 1791 | Sucedido por Antoine-Jean-Marie Thévenard |